# Kingsman: Золотое кольцо
«Kingsman: Золотое кольцо» (англ. Kingsman: The Golden Circle) — англо-американский шпионский боевик режиссёра Мэттью Вона, основанный на серии комиксов «The Secret Service» издательства Marvel Comics и являющийся сиквелом фильма «Kingsman: Секретная служба» 2014 года. В главных ролях — Тэрон Эджертон, Хэлли Берри, Джулианна Мур и Марк Стронг. Премьера в Великобритании состоялась 20 сентября 2017 года, в России — 21 сентября 2017 года.

## Сюжет
Прошёл год после событий «Секретной службы». Гэри «Эггси» Анвин работает в агентстве «Kingsman», проживая в доме своего друга Гарри Харта со своей возлюбленной принцессой Тильдой. Возвращаясь с работы, он сталкивается с Чарли Хескетом, который когда-то хотел стать агентом, но был с позором выгнан из агентства, а год назад за соучастие в сговоре поплатился рукой и голосовыми связками. Хескет бросается в погоню за Эггси: погоня оборачивается тем, что Эггси успевает сбежать от Хескета и оторвать ему кибер-руку. Но та взламывает компьютер в автомобиле и получает доступ к базе данных «Kingsman». Пока Эггси знакомится с родителями Тильды в Швеции, его подруга по имени Рокси Мортон, агент «Ланселот», ищет следы негодяев во главе с Чарли и узнаёт, что кто-то заметает их следы в базе данных. В разгар ужина случается трагедия: объекты «Kingsman» обстреливают ракетами неизвестные, разрушая всё до основания. В результате обстрела гибнут Рокси, пёс Джей-Би и друг Эггси по имени Брэндон, который рылся в личных вещах Эггси и знал про его странные гаджеты. В живых из агентства остаются только Эггси, находившийся в Швеции, и «Мерлин», на которого заговорщики во главе с Чарли не вышли.
Подавленные трагедией Эггси и «Мерлин», поминая своих друзей и пытаясь найти убийц, действуют по плану, которым не пользовался ещё никто из «Kingsman» — они отправляются в США, в штат Кентукки, где действует некий «кузен» их работодателя, американская спецслужба «Statesman». В отличие от британцев, она занимается производством алкоголя, а её агенты носят псевдонимы по названиям разных напитков. Неприятная встреча с охранником на заводе, вооружённого винчестером, завершается задержанием Эггси и «Мерлина», однако потом недопонимание устраняется. Эггси и «Мерлин» встречают выжившего чудом Гарри «Галахада» Харта, который был спасён американцами, но потерял левый глаз и лишился памяти, считая себя лепидоптерологом — вернуть ему воспоминания можно только после какого-то шокирующего стимула. Эггси и «Мерлин» знакомятся с новыми коллегами: агент «Текила» (тот самый охранник), техэксперт «Кола», начальник агентства «Шампань» и лучший оперативник «Виски». Все они носят американскую одежду ковбойского стиля и собственные фирменные гаджеты от лассо и электрокнутов до бит-миноискателей и бейсбольных мячей-гранат.
В гибели агентов «Kingsman» обвиняется террористическая группировка и наркокартель в одном лице «Золотое кольцо», которой руководит властная Поппи Адамс — к ней сбежал Чарли, которому она приделала и руку, и имитатор голоса. С группировкой связана бывшая девушка Чарли, Клара фон Глукфберг. С ней Эггси знакомится на фестивале в Гластонбери и проводит ночь, только чтобы поставить на Кларе «жучок», но когда он рассказывает об этом Тильде, та ссорится с ним и прекращает общение. Ещё больше подавленный Эггси напивается в баре, только чтобы догадаться, как вернуть Гарри воспоминания. Он приносит ему йоркширского терьера, похожего на его любимца по кличке Мистер Пикуль, и угрожает пристрелить его. Только после этого шока Гарри вспоминает всё — ведь кандидатам в агентстве всегда при отборе приказывали убить собаку, не говоря о том, что в оружии холостые патроны (пёс Гарри прожил после этого испытания ещё 11 лет, позже умерший от панкреатита). Гарри, ознакомившись с ситуацией, готовится к операции против «Золотого кольца», однако его фирменная разминка в пабе «Statesman», которую он «сделал» в своё время с бандой отчима Эггси, заканчивается неудачно из-за нарушения координации и постоянных галлюцинаций в виде бабочек. «Виски» вынужден сам показать, как это делается на самом деле, с помощью лассо и кнута разбираясь с пьяными реднеками в пабе.
Поппи Адамс в телеобращении заявляет, что во все свои наркотики она добавила опасный токсин, который будет на разных стадиях разрушать организм (начиная с появления синих вен и заканчивая внутренним параличом органов), но готова в обмен на декриминализацию производства и употребления всех наркотиков раздать всем заражённым антидот от токсина. Президент США, ведя с ней публичные переговоры, тайно при этом приказывает бросить всех заражённых на произвол судьбы, чтобы избавиться от наркоманов и тем самым уничтожить бизнес Поппи — больных свозят на стадионы, где держат под охраной и обрекают на смерть. От распространения наркотиков заражаются и Тильда, и агент «Текила», и даже друзья Эггси. Гарри, Эггси и «Виски» сами идут на дело, прорываясь на объект «Золотого кольца» в Италии и перебивая охрану, а Эггси похищает образец антидота. Отражая натиск противника, «Виски» неожиданно разбивает образец, и Гарри простреливает ему голову, заявив, что тот сделал это умышленно. Эггси, подумав, что его наставник не в себе, спасает «Виски» теми же американскими методами, которыми был спасён Гарри. Чарли, узнав о неудаче, взрывает фабрику, убивая Клару и уничтожая образцы антидота.
Следы уводят героев в Камбоджу на базу «Поппилэнд», стилизованную под американский городок 1950-х годов — именно там ещё остаются запасы антидота. Эггси сознаётся, что тоскует по Тильде, хотя по правилам агентства не должен был состоять в личных отношениях. Но Гарри не осуждает его, ведь даже он перед роковым выстрелом Валентайна чувствовал себя одиноким и никому не нужным, так как слишком слепо следовал законам. Пришедший в себя «Виски» устремляется в Камбоджу к героям, обретя память после шокирующего воспоминания о некой девушке. По ходу операции Эггси наступает на мину, однако Мерлин успевает заменить его ногу своей и, подозвав охранников кантри-песней «Take Me Home, Country Roads», подрывает себя, чтобы спасти друзей. На базе, разгромленной Гарри и Эггси, обнаруживается сидящий в плену сэр Элтон Джон, которого Поппи заставляла играть под угрозой расправы. В результате боя Гарри и Элтон Джон уничтожают кибер-собак Поппи, а Эггси, выведя кибер-руку Чарли из строя, сворачивает ему шею, мстя за всех своих друзей. Поппи угрозами заставляют выдать пароль, который мог бы запустить дроны-разносчики антидота: Эггси вкалывает ей дозу героина с вирусом, однако Поппи, выдав пароль, умирает от передоза. И здесь неожиданно вмешивается прибывший «Виски», который требует не вводить пароль. По его словам, из-за наркоманов погибла его беременная невеста (это и вернуло ему воспоминания), и он намерен обречь всех наркоманов на смерть. Меж троицей завязывается битва, в которой Виски оказывается растерзан насмерть в мясорубке.
Президенту США объявляют импичмент, а всех заражённых спасают с помощью антидотов. «Шампань» выкупает винокурню в Шотландии и решается возродить «Kingsman», назначая «Колу» на пост «Виски» и переводя спасённого «Текилу» в Лондон на работу к британцам. В конце Эггси, он же агент «Галахад», женится на Тильде, а Гарри становится главой возрождённого «Kingsman», утверждая, что случившееся — не конец и не начало конца, а, возможно, «конец начала».

## В ролях
| Актёр           | Роль                         |
| --------------- | ---------------------------- |
| Тэрон Эджертон  | Гэри «Эггси» Анвин / Галахад |
| Колин Фёрт      | Гарри Харт / Галахад         |
| Джулианна Мур   | Поппи Адамс                  |
| Марк Стронг     | Мерлин                       |
| Хэлли Берри     | Кола                         |
| Элтон Джон      | Камео                        |
| Ченнинг Тейтум  | агент «Statesman» Текила     |
| Джефф Бриджес   | глава «Statesman» Шампань    |
| Педро Паскаль   | агент «Statesman» Виски      |
| Эдвард Холкрофт | Чарльз «Чарли» Хескет        |
| Ханна Альстрём  | принцесса Тильда             |
| Поппи Делевинь  | Клара фон Глукфберг          |
| Брюс Гринвуд    | Президент США                |
| Эмили Уотсон    | начальник штаба Фокс         |
| Бьёрн Гранат    | король Швеции                |
| Лена Эндре      | королева Швеции              |

Майкл Гэмбон исполнил роль Артура, главу «Kingsman». Софи Куксон вернулась к роли Роксаны «Рокси» Мортон / Ланселота, секретного агента «Kingsman» и лучшего друга Эггси. В фильме также были использованы кадры с участием Сэмюэла Л. Джексона и Софии Бутеллы, исполнивших в предыдущем фильме роли Ричмонда Валентайна и Газель. Саманта Уомак вернулась к роли Мишель Арвин, матери Эггси. Тобиас Бэйкер и Томас Тургус вновь сыграли роли друзей Эггси, Джамаля и Лиама, в то время как Кэлвин Демба появился в качестве ещё одного друга Эггси по имени Брэндон. Кит Аллен и Том Бенедикт Найт исполнили роль Чарльза и Анхеля, приспешников Поппи, а Марк Арнольд сыграл генерала Маккоя, советника президента США.

## Производство
Перед выходом фильма «Kingsman: Секретная служба», Марк Миллар и Мэттью Вон заявили, что продолжение будет возможно, если первый фильм хорошо покажет себя в прокате. Вон выразил интерес вернуться в качестве режиссёра картины. Стронг был также заинтересован в возвращении к роли Мерлина.
29 апреля 2015 года Fox объявили, что сиквел находится в разработке, однако было неясно, вернётся ли Вон в качестве режиссёра, в связи с его желанием направить фильм о Флэше Гордоне. 11 июня 2015 года Вон в интервью с Yahoo рассказал, что он начал писать сценарий для сиквела, и что он может возглавить проект. В сентябре 2015 года Миллар подтвердил, что продолжение состоится, и что Вон искал способы вернуть персонажа Ферта без ущерба для целостности истории. Позже, в том же месяце, The Hollywood Reporter подтвердили участие Эджертона в фильме «Робин Гуд: Начало», съёмки которого начнутся в феврале 2016 года. График Эджертона был в конфликте с работой над сиквелом «Kingsman». Тем не менее, в середине октября было подтверждено, что студии урегулировали вопросы планирования. Lionsgate собирается начать работу над «Робином Гудом» по окончании съёмок Эджертона в «Kingsman: Золотое кольцо», которые начнутся в апреле 2016 года.

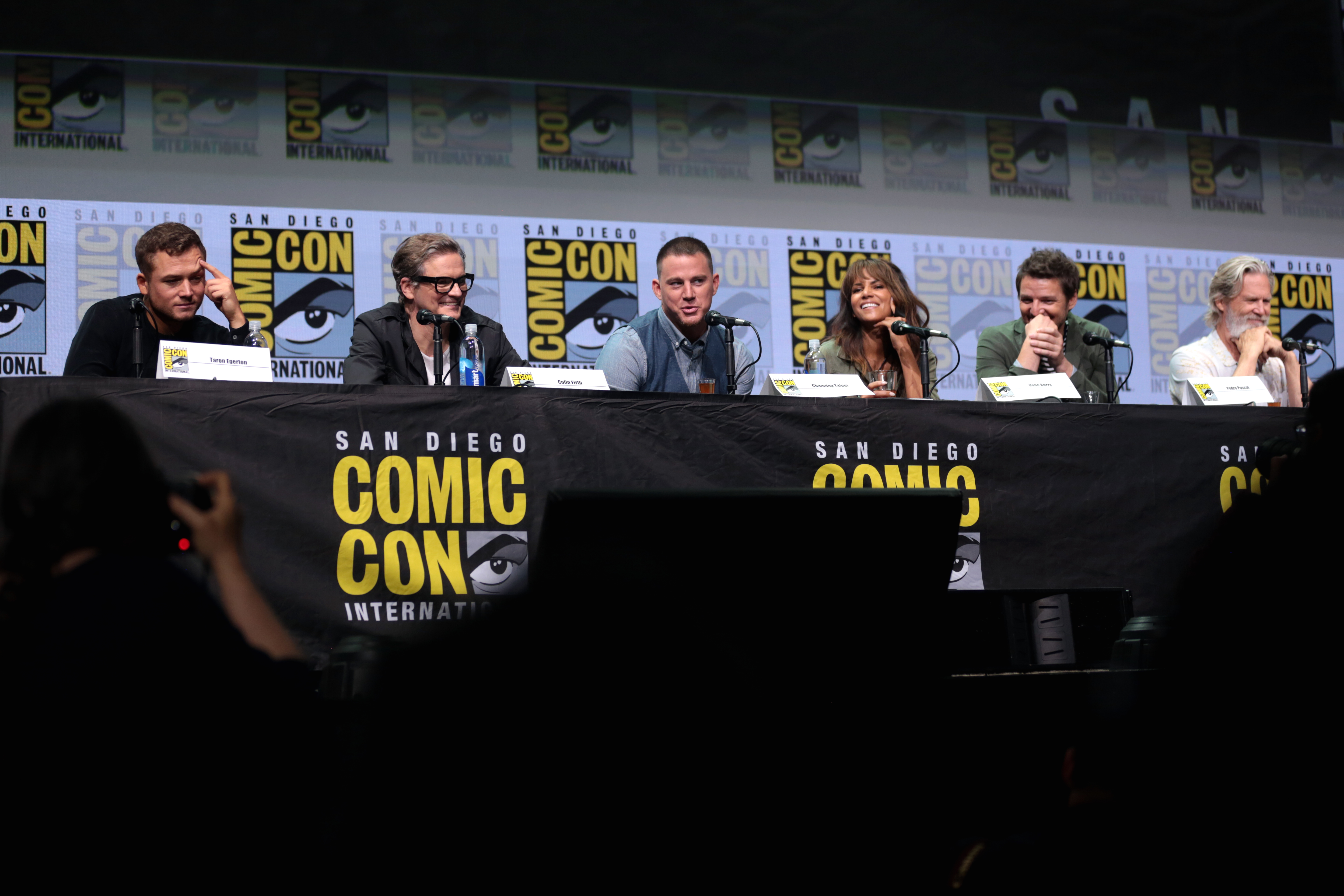
Актёрский состав фильма на San Diego Comic-Con International в 2017 году

17 февраля 2016 года было выявлено, что Джулианна Мур ведёт переговоры, чтобы исполнить роль главного антагониста фильма. 10 марта 2016 года было подтверждено участие Хэлли Берри, которая исполнит роль главы ЦРУ и, по сообщениям, она ведёт переговоры, чтобы сыграть в двух фильмах. 18 марта Эдвард Холкрофт рассказал, что вновь сыграет Чарли Хескета. В конце марта Вон подтвердил участие Мур и Берри, а также сказал, что сиквел будет называться «Kingsman: Золотое кольцо». Также режиссёр признался, что поначалу сомневался в необходимости продолжения: «Я не знал, хочу ли снимать это кино. Я беспокоился о злодее, а именно от злодея во многом зависит успех шпионских фильмов. Но, проснувшись однажды, я понял, какая история и какая злодейка мне нужны». Софи Куксон также вернётся к роли Рокси Мортон. 8 апреля 2016 года было выявлено, что Педро Паскаль получил роль Агента Виски. Ченнинг Тейтум подтвердил своё участие в фильме «Kingsman: Золотое кольцо» через аккаунт в Twitter, в то время как, согласно Variety, Элтон Джон был в переговорах со студией, чтобы исполнить одну из ключевых ролей. 28 мая 2016 года Джефф Бриджес объявил, что примет участие в съёмках фильма. В своём Twitter-аккаунте Винни Джонс заявил, что сцена с его участием была снята, однако он не появится в итоговом варианте фильма.

### Съёмки
Основные съёмки начались 15 мая 2016 года в Бирмингеме и завершились 13 сентября 2016 года. Помимо этого, съёмки проводились на Warner Bros. Studios, Leavesden. Дополнительные съёмки проходили в Лондоне в декабре 2016 года.

### Маркетинг
В конце мая 2016 года были опубликованы первые концепт-арты фильма, включающие в себя изображения разрушенной штаб-квартиры «Kingsman», центральный офис «Statesman», а также секретное логово главной злодейки, «Poppyland». 7 апреля 2016 года Эджертон поделился первым тизер-постером фильма, намекающим на возвращение Ферта к роли агента Галахада; на нём были изображены фирменные очки персонажа Ферта с недостающим стеклом, под слоганом (заимствованная цитата Марка Твена): «Слухи о моей смерти сильно преувеличены». 14 апреля 2016 года в своём Twitter-аккаунте Тейтум опубликовал тизер-постер, аналогичный тому, который намекал на возвращение Колина Ферта, с очками-авиаторами и подписью: «Моя мама всегда говорила, что вы, Британцы, научили нас, Южан, хорошим манерам».
20 июля 2017 года FOX выпустили анимационный кроссовер Kingsman/Archer, в котором фигурировали Эггси и Стерлинг Арчер.

## Выход
Изначально 20th Century Fox планировали выпустить фильм 16 июня 2017 года, однако премьера была перенесена на 6 октября 2017 года. Впоследствии дата выхода фильма была перенесена на 20 сентября в Великобритании и 22 сентября 2017 года в США, во избежание конкуренции с картиной «Бегущий по лезвию 2049». Фильм был выпущен в формате IMAX.

### Критика
Фильм получил смешанные отзывы от кинокритиков, в отличие от приквела, который был удостоен более положительных оценок. Первая часть имеет на Metacritic средний балл 58/100, тогда как у второй — 46/100; на Rotten Tomatoes процент свежести составляет 52 % при рейтинге 5,3/10.
Пресса отмечает, что сиквел местами стал лучше, но не предлагает чего-то действительно нового. 

Сиквел такой же дерзкий, мультяшный и сумасшедший, как и его предшественник, но он также не боится снести то, что было ранее. Новая динамика между Эггси и его командой великолепна, а члены организации Statesman оказываются забавными коллегами для джентльменов-шпионов.— IGN – 8.5/10

### Запрет в Камбодже
Фильм был запрещён в Камбодже из-за того, что он якобы изображал страну как убежище для террористов.

### Награды
| Награда | Дата вознаграждения | Категория                               | Получатель               | Результат | Ссылки |
| ------- | ------------------- | --------------------------------------- | ------------------------ | --------- | ------ |
| Сатурн  | Июнь 2018           | Лучший приключенческий фильм или боевик | Kingsman: Золотое кольцо | Номинация | [ 35 ] |
| Империя | Март 2018           | Лучший триллер                          | Kingsman: Золотое кольцо | Победа    | [ 36 ] |

## Саундтрек
22 сентября 2017 года La-La Land Records выпустила саундтрек фильма на CD.

## Сиквелы и спин-офф
Мэттью Вон заявил, что у него и Голдман имеются планы на третий фильм франшизы «Kingsman». В выпуске Film от сентября 2017 года Вон назвал Дуэйна Джонсона своим персональным выбором на роль злодея сиквела. Мэттью также предположил, что это продолжение может быть последним, поскольку он предполагает, что франшиза «Kingsman» является трилогией. Съёмки триквела начнутся в январе 2019 года для выхода в 2020 году.
Помимо этого, Вон выразил желание снять спин-офф «Statesman», в случае успеха «Золотого кольца».
В декабре 2017 года Вон представил информацию по поводу названия третьего фильма. Он подтвердил, что будет новое массовое дополнение к актёрскому составу. Кроме того, он сказал, что третий фильм станет следующей главой в эволюции Эггси и будет сделан таким образом, чтобы зрители не ожидали.
В марте 2018 года Вон подтвердил, что он все ещё работает над сценарием для третьего фильма. Хотя он не раскрывал никаких подробностей о сюжете, он сказал, что у него есть что-то большое для этого. В другом интервью он дразнил фанатов возможным возвращением Мерлина в исполнении Марка Стронга, но не подтверждал и не опровергал слухи об этом. Также Вон объявил о ещё одном фильме приквеле, который будет называться «Kingsman: Великая игра» и действие которого будут идти в 1900-х годах, а также 
о телесериале, состоящем из восьми эпизодов.
В июне 2018 года режиссёр объявил, что третий фильм будет снят с приквелом, который закончит трилогию «Гарри Харта Эггзи».
9 ноября 2018 года Тэрон Эджертон подтвердил, что он не вернётся к третьему фильму, но сказал поклонникам франшизы, что он всё равно будет изображать персонажа в будущих выпусках после Kingsman 3.
Вон объявил о ещё одном фильме приквеле, который будет называться «King’s Man: Начало» и действия, которого будут идти в 1900-х годах. В сентябре в 2018 году было объявлено, что Рэйф Файнс и Харрис Дикинсон сыграют главные роли в приквеле. В октябре 2018 года ходили слухи, что Рейчел Вайс и Брэд Питт рассматривались для главных ролей в фильме. В ноябре 2018 года было объявлено, что Даниэль Брюль, Чарльз Дэнс, Рис Иванс и Мэттью Гуд тоже будут сниматься в фильме. Фильм, как сообщается, будет стилистически драматическим периодом, и в нём будет рассмотрено формирование портного и агентства Kingsman, а слоган фильма будет гласить — «Человек, который будет королём». Выход приквела запланирован на 22 декабря 2021 года.В сентябрьском выпуске журнала Empire за 2020 год было подтверждено, что фильм-сиквел будет называться «Kingsman: Голубая кровь». В декабре 2021 года Вон сообщил, что съёмки сиквела начнутся в сентябре 2022 года, а релиз состоится в 2023 году.